# Krzysztof Zakrzewski

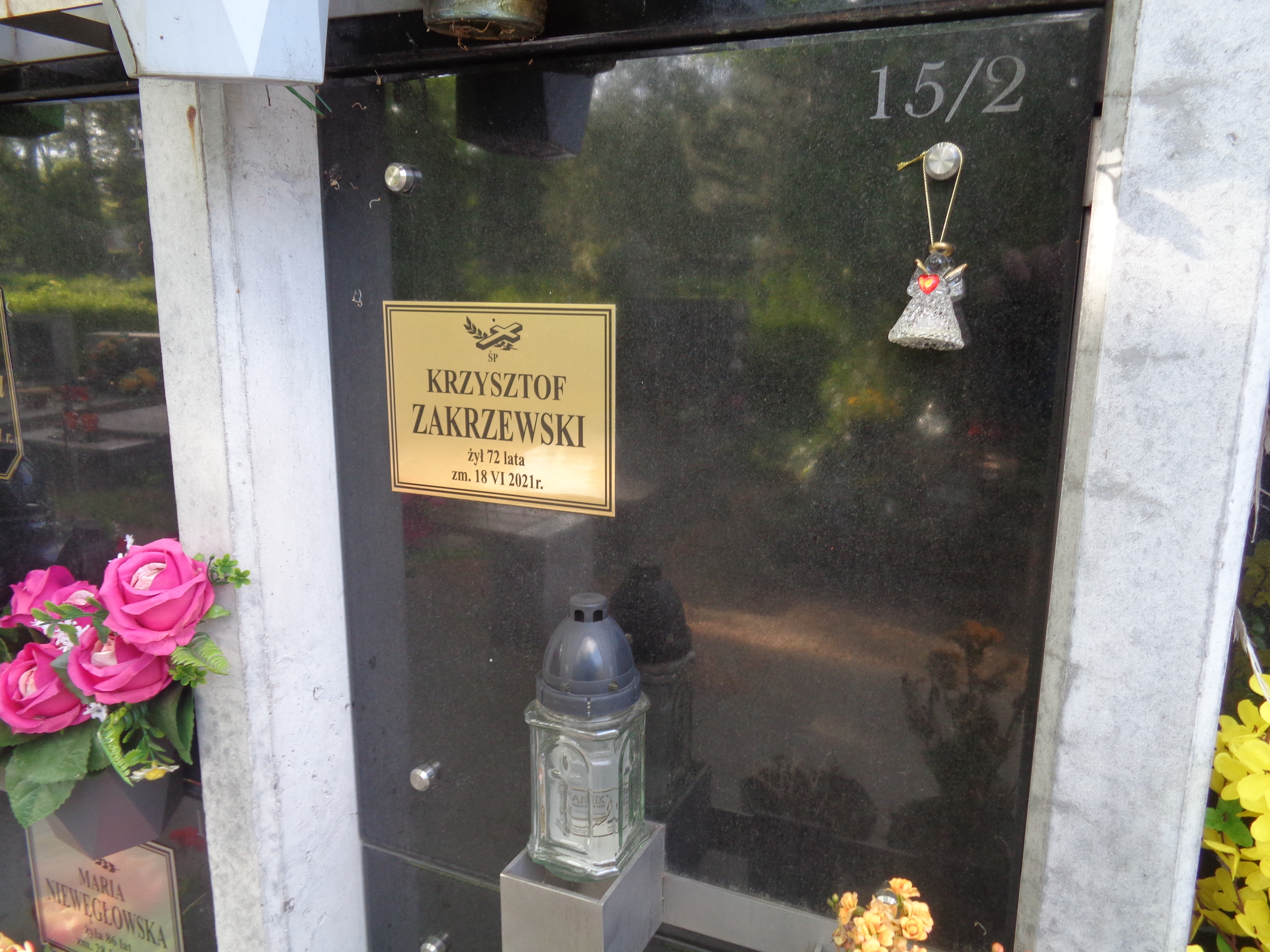
Nagrobek Krzysztofa Zakrzewskiego na cmentarzu wojskowym na Powązkach

Krzysztof Józef Zakrzewski (ur. 4 lutego 1949 w Koninie, zm. 18 czerwca 2021 w Warszawie) – polski aktor teatralny, filmowy i dubbingowy.
W 1972 ukończył studia na Wydziale Aktorskim PWSFTviT w Łodzi. W latach 1972–1973 był aktorem Teatru Polskiego w Bielsku-Białej, a od 1973 do 1975 roku Ziemi Opolskiej w Opolu. Następnie występował w teatrach warszawskich: Nowym (1975–1982), Ateneum (1982–1983), Komedia (1983–1990) oraz w latach 1990–1992 Północnym.
Głównie był znany ze swoich ról w polskim dubbingu. Został pochowany na Cmentarzu Wojskowym na Powązkach w Warszawie (kwatera Q KOL 5-2-15).

## Filmografia
- 2019: Na sygnale – Ryszard (odc. 248)
- 2016: Bodo – cesarz Franciszek Józef
- 2016: Smoleńsk – członek rodziny ofiary
- 2013: Prawo Agaty – dozorca (odc. 47)
- 2012: Lekarze – ojciec Ireny Konopki (odc. 10)
- 2012: Szpilki na Giewoncie – lekarz (odc. 48)
- 2011: Hotel 52 – parkingowy (odc. 46)
- 2007: Niania – sędzia (odc. 56)
- 2007: Pitbull – właściciel lombardu (odc. 9)
- 2005: Wiedźmy – Prokurator (odc. 2)
- 2005: Lokatorzy – ojciec Leszka (odc. 226)
- 2005: Kryminalni – właściciel delikatesów (odc. 23)
- 2004–2005: Na dobre i na złe – adwokat profesor Anny Sulak Hartmann
- 2001: Marszałek Piłsudski
- 1999: Tygrysy Europy – wiceprezes Romuald
- 1997–2006: Klan –
  - Przedstawiciel producenta papierosów, klient Agencji Reklamowej „JBD”,
  - Prokurator przesłuchujący Pawła Lubicza
- 1995: Ekstradycja (odc. 2)
- 1988: Rzeczpospolitej dni pierwsze
- 1988: Pięć minut przed gwizdkiem – Robotnik Wiesio
- 1987: Dorastanie (odc. 1)
- 1985: Lustro – Lucek
- 1981: 07 zgłoś się (odc. 13)
- 1980: Dom – urzędnik w biurze pułkownika Poznańskiego (odc. 1, 4)
- 1979: Tajemnica Enigmy
- 1979–1981: Najdłuższa wojna nowoczesnej Europy
- 1976: Polskie drogi – partyzant GL (odc. 9, 10)

## Polski dubbing
- 2015: Wiedźmin 3: Dziki Gon –
  - Starcy w Velen,
  - Ciesław,
  - Vagn,
  - Druidzi
- 2013: Jeździec znikąd – strażnik Butcha Cavendisha
- 2013: Jadagrace – Louie Anderson
- 2013: Thor ratuje przyjaciół – Kennedy
- 2013: Tedi i poszukiwacze zaginionego miasta – Profesor Humbert
- 2013: Bolt i Blip – trener Grid Iron
- 2012: Renifer Niko ratuje święta (dla TVP)
- 2012: Victoria znaczy zwycięstwo – Belding
- 2012: Asterix i Obelix: W służbie Jej Królewskiej Mości – Asparanoix
- 2012: PopPixie
- 2012: Hitman: Rozgrzeszenie
- 2012: Barbie i podwodna tajemnica 2 – Break
- 2012: Przygoda w Paryżu
- 2012: Piraci!
- 2012: Risen 2: Mroczne wody
- 2012: Ninjago: Mistrzowie spinjitzu – Kruncha
- 2011: The Elder Scrolls V: Skyrim – Dragonborn –
  - Drovas Relvi,
  - Geldis Sadri,
  - Evul Seloth,
  - Gwardziści Redoran
- 2011: Wiedźmin 2: Zabójcy królów –
  - Knut Haetch,
  - Marty Bóbr
- 2011: W jak wypas
- 2011: Rycerz Binu – jedna z owiec
- 2011: Wielkie, złe święta – Wielki Zły Wilk
- 2011: Ale cyrk! – Pan Wystrzałowski
- 2011: The Elder Scrolls V: Skyrim –
  - Arvel Szybki,
  - Athis,
  - Brand-Shei,
  - Malur Seloth,
  - Sondas Drenim,
  - Romlyn Dreth,
  - Indaryn,
  - Dravin Llanith,
  - Faryl Atheron,
  - Ambarys Rendar,
  - Ravam Verethi,
  - Erandur,
  - Ravyn Imyan,
  - Vanryth Gatharian,
  - Vals Veran,
  - Maluril
- 2011: Will i Dewitt –
  - Pirat (10a),
  - Lód waniliowy (12b),
  - Kapitan piratów (13b)
- 2011: Lego: Fabryka bohaterów – Thunder
- 2011: Abby i latająca szkoła wróżek
- 2011: 1812: Serce Zimy – Otto
- 2011: Auta 2 (gra) – Złomek
- 2011: Rage – Dan Hagar
- 2011: Akwalans – Łysek
- 2010: Zeke i Luther – Mitch
- 2010: The Settlers 7: Droga do Królestwa – Borys
- 2010: God of War: Duch Sparty – Zeus
- 2010: Toy Story 3
- 2010: God of War III – Zeus
- 2010: Jak wytresować smoka
- 2010: Bystre Oko – Witold
- 2009: Noddy w Krainie Zabawek – Policjant Plod
- 2009: Dragon Age: Początek
- 2009: Księżniczka i żaba
- 2009: Planeta 51
- 2009: Góra Czarownic
- 2009: Opowieść wigilijna
- 2009: Uncharted 2: Among Thieves – Karl Schäfer
- 2009: Potwory kontra Obcy
- 2009: Ola i jej zoo –
  - Gustaw,
  - Wacław
- 2008: Cziłała z Beverly Hills – Oficer Ramirez
- 2008: Tajmiaki
- 2007: Wiedźmin –
  - Golan Vivaldi,
  - Dhunda,
  - postacie poboczne
- 2007: W pułapce czasu
- 2007: Billy i Mandy i zemsta Boogeymana – Boogeyman
- 2007: Poszukiwanie nieskończoności –
  - Kruk,
  - Squawk
- 2007: Harry Potter i Zakon Feniksa – Syriusz Black
- 2007: Happy Wkręt – Amigo – kucharz pałacowy #3
- 2007: Sushi Pack
- 2006–2010: Chaotic – Staluk
- 2006–2008: Złota Rączka – Pan Pożyczka
- 2006–2008: Team Galaxy – kosmiczne przygody galaktycznej drużyny – Czarno-brody Arrr (11)
- 2006–??: Ciekawski George – Mistrz Spaghetti
- 2006: Gothic III – bohaterowie NPC
- 2006: Tony Hawk − wielka rozwałka – Hamshank
- 2006: Power Rangers: Mistyczna moc –
  - Fightoe,
  - Czarny Sędzia Trybunału Magii
- 2006: Romeo i Julia: Złączeni pocałunkiem – Capulet
- 2006: Bratz: Przygoda z dżinami – Sebastian
- 2006: Fantastyczna Czwórka –
  - Zagładus (12, 23),
  - Burmistrz (15, 16),
  - Jeden z uczonych (18)
- 2006: Galactik Football – Jeden z członków Stowarzyszenia Fluxa
- 2006: Powiedz to z Noddym
- 2006: Tom i Jerry: Piraci i kudłaci
- 2006: Zdjęciaki – Edgar
- 2005–2008: Mój partner z sali gimnastycznej jest małpą –
  - Profesor Rogowiak,
  - Jan Niemoge/Larry(II seria),
  - Orzeł (odc. 33a)
- 2005: Ben 10 – Grzybnia (odc. Obóz strachu)
- 2005: Power Rangers S.P.D. –
  - Ojciec Booma,
  - Wootox,
  - Fowler Birdie,
  - Rhinix (odc. 24),
  - Gineka
- 2005: Kosmiczni ścigacze
- 2005: Barbie i magia pegaza – Król
- 2005: Przygody Goździka Ogrodnika – Król
- 2005: Przygoda Noddy’ego na wyspie
- 2005: A.T.O.M. Alpha Teens On Machines –
  - Vinnie „Masa” Rossi (odc. 13, 23, 42),
  - DJ w radiu (odc. 15),
  - strażnik w muzeum (odc. 21),
  - ochroniarz w klubie (odc. 22),
  - członek załogi stacji kosmicznej (odc. 43),
  - agent Sarllile (odc. 44)
- 2005: Harry Potter i Czara Ognia
- 2005: Transformerzy: Cybertron – Snarl
- 2004: Transformerzy: Wojna o Energon – Bulkhead
- 2004: Power Rangers: Dino Grzmot – Billy (odc. 4)
- 2004: Opowieść z życia lwów
- 2004: Super Robot Monkey Team Hyperforce Go!
- 2004: Świnka Peppa
- 2004: Klub Winx – Trol
- 2004: Mulan II – Lord Qin
- 2004: Lucky Luke
- 2004: Gwiezdne jaja: Część I – Zemsta świrów – Fucha
- 2004: Barbie jako księżniczka i żebraczka – ambasador
- 2004: Harry Potter i więzień Azkabanu – Rubeus Hagrid
- 2003: Podbój Rzymu –
  - Druid,
  - Wódz Hunów
- 2003: Wojownicze Żółwie Ninja –
  - Hun,
  - jeden z Purpurowych Smoków (odc. 1),
  - technik klanu Foot (odc. 6),
  - policjant (odc. 6),
  - jeden z Foot Tech Ninja (odc. 7),
  - bezdomny#3 (odc. 9),
  - jeden z Foot Ninja (odc. 11,
  - strażak (odc. 12),
  - zahipnotyzowany mężczyzna na ulicy (odc. 12),
  - Szalony Manny (odc. 12),
  - kierowca autobusu (odc. 12),
  - zmutowany mężczyzna (odc. 13),
  - jeden z wojowników (odc. 16),
  - oficer Frank (odc. 18),
  - jeden z gangsterów (odc. 24),
  - jeden z ochroniarzy w TCRI (odc. 25),
  - ochroniarz pana Mortu (odc. 26),
  - pracownik TCRI (odc. 26),
  - jeden z żołnierzy Federacji (odc. 27-28),
  - kosmita (odc. 28),
  - Zed (odc. 30-31),
  - Bliźniacy (odc. 30),
  - Raz (jedna scena – błąd dubbingu, odc. 31),
  - jeden z Triceratonów (odc. 31-32, 54-58),
  - jeden z żołnierzy (odc. 32-34),
  - lider Strażników (jedna scena w odc. 34),
  - szeryf Burt, bohater filmu Rio Gato (odc. 36),
  - pracownik lunaparku (odc. 37),
  - Entity (odc. 39),
  - elitarny Foot Ninja (odc. 40-42),
  - boss gangu Mob (odc. 40-42),
  - kapitan statku (odc. 43),
  - Robbie (odc. 44),
  - Sunny, jeden z Purpurowych Smoków (odc. 53),
  - Profesor (odc. 53, 57),
  - generał (odc. 54-55),
  - Traximus (odc. 56),
  - Bishop (odc. 58-59, 61),
  - nowojorczyk#1 (odc. 60),
  - Michael Murphy (odc. 62),
  - przestępca w ciężarówce#1 (odc. 63),
  - policjant z patrolu powietrznego#2 (odc. 64),
  - głos Berła Czasu (odc. 69),
  - Jag Majoria (odc. 72),
  - alternatywny Hun (odc. 73),
  - członek Rady Utromsów#2 (odc. 78)
- 2003: Scooby Doo i meksykański potwór
- 2003: Transformerzy: Wojna o Energon – Bulkhead
- 2003: Gdzie jest Nemo? –
  - Grouper #1,
  - Pelikan #3,
  - Mlecznik #1,
  - Pan Johannsen
- 2002–2007: Kim Kolwiek
- 2002: Pinokio –
  - Karabinier #2,
  - Giangio
- 2002: Roboluch
- 2002: Milusiaki
- 2002: Planeta skarbów
- 2002: Złap mnie, jeśli potrafisz
- 2002: Gwiezdne wojny: część II – Atak klonów – Cliegg Lars
- 2001–2007: Mroczne przygody Billy’ego i Mandy – Ernest (odc. Ze Szramą na całe życie)
- 2001–2007: Ach, ten Andy! –
  - Nauczyciel W-Fu (II seria),
  - Harvey,
  - Profesor Livingston,
  - Pan Timberly (II seria),
  - Pan McGee (odc. 49)
- 2001–2004: Samuraj Jack – Gargulec (15)
- 2001–2004: Medabots
- 2001–2003: Aparatka
- 2001–2003: Gadżet i Gadżetinis
- 2001: Noddy – Pan Plod
- 2001: Rodzina Rabatków – Ernest Grzybek
- 2001: Spirited Away: W krainie bogów
- 2001: Atlantyda – Zaginiony ląd
- 2000–2006: Hamtaro – wielkie przygody małych chomików – Nestor
- 2000–2002: Owca w Wielkim Mieście –
  - Jim – Komentator 1 (2),
  - Heniek Redaktor (3),
  - Harry – facet z reklam „Oxymorona” (4)
- 2000: Titan – Nowa Ziemia – Preed
- 2000: Projekt Merkury
- 2000: Droga do El Dorado
- 2000: Ratunku, jestem rybką!
- 1999–2001: Dzieciaki z klasy 402 – Tata Vinniego
- 1999–2000: Fantaghiro
- 1999: Scooby Doo i duch czarownicy – Jack
- 1999: Król sokołów – Gustaw
- 1999: Muppety z kosmosu
- 1998–2004: Atomówki – Mike Bryczkowski (człowiek, co lubił pączki)
- 1998–1999: Sonic Underground
- 1998–1999: Zły pies
- 1998–1999: Szalony Jack, pirat –
  - Biklop (odc. 2),
  - Gospodarz lokalu (odc. 3),
  - Sprzedawca map nieznanych wysp (odc. 4a),
  - Boilingpoint (odc. 5b),
  - Miś Lucjusz (odc. 6a)
- 1998: Świąteczny bunt – Leland Jennings
- 1998: Życzenie wigilijne Richiego Richa
- 1998: Księżniczka łabędzi III: Skarb czarnoksiężnika – Szambelan
- 1998: Babe: Świnka w mieście – Rex
- 1998: Eerie, Indiana: Inny wymiar
- 1998: Przygody Kuby Guzika – Chop-Chop
- 1998: Dzielny pies Rusty
- 1998: Gruby pies Mendoza –
  - Mechanik (odc. 1),
  - Super Zadufany (odc. 3),
  - Kustosz (odc. 6),
  - Swoosh (odc. 11)
- 1997–2004: Johnny Bravo
- 1997–2001: Teletubisie – Tinky-Winky
- 1997–1999: Tex Avery Show
- 1997–1999: Krowa i Kurczak – Duch z Szafy
- 1997–1998: Przygody Olivera Twista – Bill Sajk
- 1997–1998: Dzielne żółwie: Następna mutacja – Silver
- 1997: Rozgadana farma – Pies
- 1997: Księżniczka łabędzi II: Tajemnica zamku – Szambelan
- 1997: Księżniczka Sissi
- 1997: Kapitan Pazur – Majtek Niedźwiedź
- 1997: Pokémon –
  - Hopkins (odc. 48),
  - instruktor (odc. 56),
  - kucharz (odc. 63),
  - Święty Mikołaj (odcinek specjalny),
  - Profesor Westwood V (odc. 66),
  - reżyser (odc. 70),
  - Charles Goodshow (odc. 74),
  - właściciel konkurencyjnego sklepu (odc. 87),
  - klaun (odc. 90),
  - Shimajio (odc. 96),
  - Ethan (odc. 101),
  - Sheldon (odc. 108),
  - Quincy T. Quackenpoker (odc. 109),
  - sędzia (odc. 111-112),
  - Kapitan Crook (odc. 113),
  - sędzia (odc. 135),
  - pan Parker (odc. 138),
  - Kenzo (odc. 166),
  - Tōkichi (odc. 176),
  - ojciec Ephraima (odc. 178),
  - Simon (odc. 195),
  - sprzedawca Magikarpiów (odc. 201),
  - Vitzo (odc. 203),
  - Wings Alexander (odc. 223),
  - pan Shellby (odc. 228),
  - Pryce (odc. 236-238)
- 1997: Bibi Blocksberg –
  - Kramer (odc. 5),
  - Profesor Maxnix (odc. 11)
- 1996: Dzwonnik z Notre Dame
- 1995–1998: Pinky i Mózg
- 1994–2004: Przyjaciele
- 1994–1998: Świat według Ludwiczka –
  - Gus Williams (większość odcinków),
  - Policjant (15),
  - Agent FBI #2 (19),
  - Mleczarz (25),
  - Lekarz (25)
- 1994–1996: Fantastyczna Czwórka
- 1994–1995: Myszka Miki i przyjaciele
- 1994: Księżniczka łabędzi – Szambelan
- 1994: Maska
- 1993: Huckleberry Finn
- 1992–1998: Batman – Boss Biggis
- 1992: Nowe podróże Guliwera – Generał Snorcl
- 1992: W 80 marzeń dookoła świata
- 1991–1997: Rupert
- 1991: Piękna i Bestia – Piekarz
- 1990–1994: Przygody Animków – Ojciec Pucusia
- 1990–1993: Zwariowane melodie
- 1990–1993: Szczenięce lata Toma i Jerry’ego
- 1990: Pinokio
- 1989–1992: Karmelowy obóz – Luke de Lasso
- 1988–1991: Szczeniak zwany Scooby Doo
- 1987: Kocia ferajna w Beverly Hills
- 1987: Scooby Doo i bracia Boo – Duch Meako
- 1985–1992: Szopy pracze – Mr. Knox
- 1985: 13 demonów Scooby Doo
- 1983–1986: Inspektor Gadżet
- 1981: Królik Bugs: Rycerski rycerz Bugs – Maxi
- 1980: Figle z Flintstonami
- 1976–1978: Scooby Doo
- 1976: Huckleberry Finn
- 1972–1973: Nowy Scooby Doo
- 1970–1972: Josie i Kociaki
- 1964–1967: Goryl Magilla
- 1960–1966: Flintstonowie –
  - Pan Piaskowiec (6),
  - Producent mąki (25),
  - Sprzedawca brontoburgerów (28),
  - Jeden z braci skalistych (135),
  - Jeden z Kantraitów (135),
  - Jeden z podwładnych Billy’ego (136)
  - Policjant (148)
  - Podwładny (149)
  - Różne postacie
- 1959: Quick Draw McGraw